# Nonius Paternus
Nonius Paternus war ein römischer Senator des 3. Jahrhunderts n. Chr.
Paternus bekleidete im Jahr 279 zum zweiten Mal das Konsulat. Sein Amtskollege war Kaiser Probus. Paternus’ erstes Konsulat ist unbekannt. Er könnte mit dem Konsul des Jahres 267 oder 269 identisch sein.